# Karadzor
Karadzor (in armeno Քարաձոր?) è un comune di 461 abitanti (2001) della Provincia di Lori in Armenia.